# Трухильянос (футбольный клуб)
«Трухилья́нос» (исп. Trujillanos Fútbol Club) — венесуэльский футбольный клуб из города Валера. В настоящий момент выступает во Втором дивизионе Венесуэлы.

## История
Клуб основан 25 августа 1981 года домашние матчи проводит на стадионе «Хосе Альберто Перес», вмещающем 12 800 зрителей. За свою историю клуб дважды становился вторым в чемпионате Венесуэлы и дважды завоевывал национальный кубок. «Трухильянос» по два раза принимал участие в розыгрышах Кубка Либертадорес и Южноамериканского кубка, но дальше первого раунда не проходил ни разу.

## Достижения
- Вице-чемпион Венесуэлы (2): 1994, 2001
- Обладатель Кубка Венесуэлы (2): 1992, 2010
- Чемпион Второго дивизиона Венесуэлы (1): 1988/89
- Torneo Apertura (1): 2014

## Участие в южноамериканских кубках
- Кубок Либертадорес (2):
  - Первый раунд — 1995
  - Групповой этап — 2016
- Южноамериканский кубок (2):
  - Второй предварительный раунд — 2005
  - Первый раунд — 2010, 2013, 2014
  - Второй раунд — 2011